# رفعة ميتة
تمرين الرفعة الميتة تمرين للتدريب على رفع الأثقال يُرفع فيه رفع قضيب أو قضيب محمل عن الأرض إلى مستوى الوركين بحيث يكون الجذع عموديًا على الأرض، قبل إعادته إلى الأرض. وهو أحد ثلاثة تمارين لرياضة القوة جنبًا إلى جنب مع تمرين القرفصاء والضغط على المقعد (الضغط على الصدر).
يستخدم نمطين من الرفعة الميتة في الاستعداد للمنافسات: الرفعة الميتة السومو والرفعة الميتة التقليدي. في حين أن كلا الأسلوبين مسموح بهما بموجب قواعد منافسة حمل الأثقال ، يستخدم النمط التقليدي فقط في مسابقات حمل الأثقال للرجل القوي.
يقوي تمرين الرفعة الميتة عضلات الظهر السفلية والعضلات التي حولها مثل عضلات الرجل وعضلات البطن. وفي نفس الوقت يعتبر من أخطر التمارين إذا أُدّي بطريقة خاطئة، لهذا أصبح للرفعة الميتة سمعة سيئة لانها السبب الرئيس للانزلاق الغضروفي.

## خطوات عمل التمرين
يؤدى التمرين بثلاث خطوات كما يلي: